# The Voice of the Wretched
The Voice of the Wretched è un album live registrato dalla Doom metal band inglese My Dying Bride il 4 marzo 2001 a Tilburg, Paesi Bassi. L'album è uscito per la Peaceville Records nel 2002.

## Tracce
1. She Is the Dark – 8:40
2. Turn Loose the Swans – 6:33
3. The Cry of Mankind – 6:33
4. The Snow in My Hand – 10:02
5. Cruel Taste of Winter – 6:52
6. Under Your Wings and into Your Arms – 5:28
7. A Kiss to Remember – 6:55
8. Your River – 9:06
9. The Fever Sea – 4:13
10. Symphonaire Infernus et Spera Empyrium – 10:35

## Formazione
- Aaron Stainthorpe - voce
- Andrew Craighan - chitarra
- Hamish Glencross - chitarra
- Adrian Jackson - basso
- Shaun Taylor-Steels - batteria
- Yasmin Ahmed - tastiere